# Ignorance (album)
Ignorance – debiutancki album studyjny amerykańskiej grupy thrashmetalowej Sacred Reich, wydany w 1987 roku nakładem Metal Blade Records.

## Lista utworów
Opracowano na podstawie materiału źródłowego.
| Nr | Tytuł utworu               | Muzyka                  | Długość |
| -- | -------------------------- | ----------------------- | ------- |
| 1. | „Death Squad”              | Phil Rind               | 4:25    |
| 2. | „Victim of Demise”         | Phil Rind               | 3:34    |
| 3. | „Layed to Rest”            | Wiley Arnett            | 2:18    |
| 4. | „Ignorance”                | Phil Rind               | 4:08    |
| 5. | „No Believers”             | Jason Rainey, Phil Rind | 3:22    |
| 6. | „Violent Solutions”        | Jason Rainey, Phil Rind | 4:15    |
| 7. | „Rest in Peace”            | Jason Rainey, Phil Rind | 3:45    |
| 8. | „Sacred Reich”             | Phil Rind               | 3:16    |
| 9. | „Administrative Decisions” | Phil Rind               | 3:26    |
|    |                            |                         | 32:29   |

## Twórcy
Opracowano na podstawie materiału źródłowego.
Muzycy:
- Phil Rind – śpiew, gitara basowa
- Greg Hall – perkusja
- Wiley Arnett – gitara prowadząca
- Jason Rainey – gitara rytmiczna

Produkcja:
- Bill Metoyer, Sacred Reich - produkcja muzyczna
- Bill Metoyer – inżynieria dźwięku